# Alain Wertheimer
Alan Wertheimer (Paris, 28 de setembro de 1948) é um empreendedor biolionário francês, atualmente porador de um controle acionário na Chanel, com o seu irmão Gérard Wertheimer.